# Torre de refrigeració
Les torres de refrigeració són estructures per refrigerar aigua i altres medis a temperatures properes a les ambientals. L'ús principal de grans torres de refrigeració industrials és el de rebaixar la temperatura de l'aigua de refrigeració utilitzada en plantes d'energia, refineries de petroli, plantes petroquímiques, plantes de processament de gas natural i altres instal·lacions industrials.

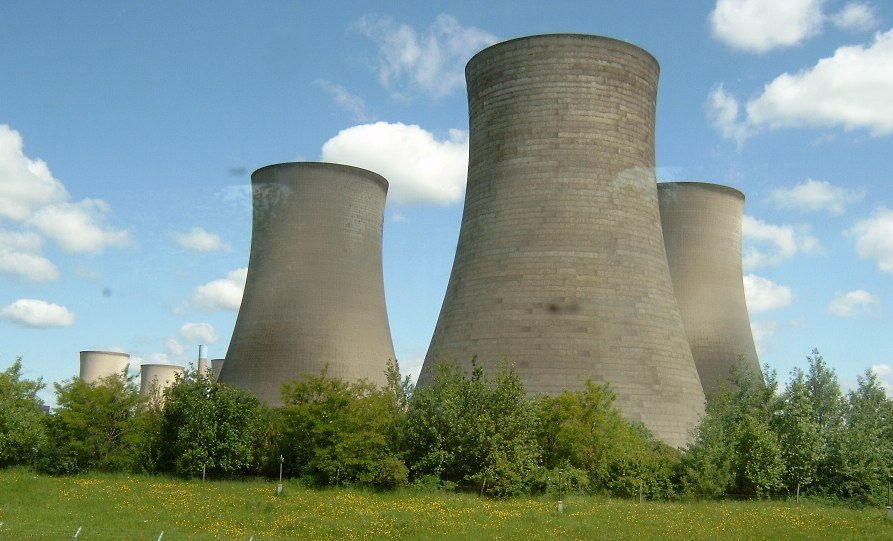
Planta d'energia de Didcot, Anglaterra. Torres hiperbòliques de refrigeració humides de tir natural.

Amb relació al mecanisme utilitzat per la transferència de calor els principals tipus són:
- torres de refrigeració humides funcionen pel principi d'evaporació, (vegeu refrigerador inundat)
- torres de refrigeració seques funcionen per transmissió del calor a través d'una superfície que separa el fluid per refrigerar, de l'aire ambiental.

En una torre de refrigeració humida l'aigua calenta pot ser refredada a una temperatura inferior a la de l'ambient, si l'aire és relativament sec. (vegeu: punt de rosada).
Amb respecte al tir de l'aire en la torre existeixen tres tipus de torres de refrigeració:
- Tir natural, que utilitza una xemeneia alta.
- Tir induït, en el qual el ventilador es col·loca a la part superior de la torre (impulsen l'aire creant un petit buit a l'interior de la torre).
- Tir mecànic (o tir forçat), que utilitza la potència de motors de ventilació per impulsar l'aire a la torre (col·locant-se a la base).

Sota certes condicions ambientals, núvols de vapor d'aigua (boira) es poden veure que surten d'una torre de refrigeració seca (vegeu la imatge).
Les torres de refredament utilitzen l'evaporació de l'aigua per rebutjar la calor d'un procés tal com la generació d'energia elèctrica. Les torres de refredament varien en mida des de petites a estructures molt grans que poden sobrepassar els 220 metres d'altitud i 100 metres de longitud. Torres més petites són normalment construïdes en fàbriques, mentre que les més grans són construïdes al lloc on calen.

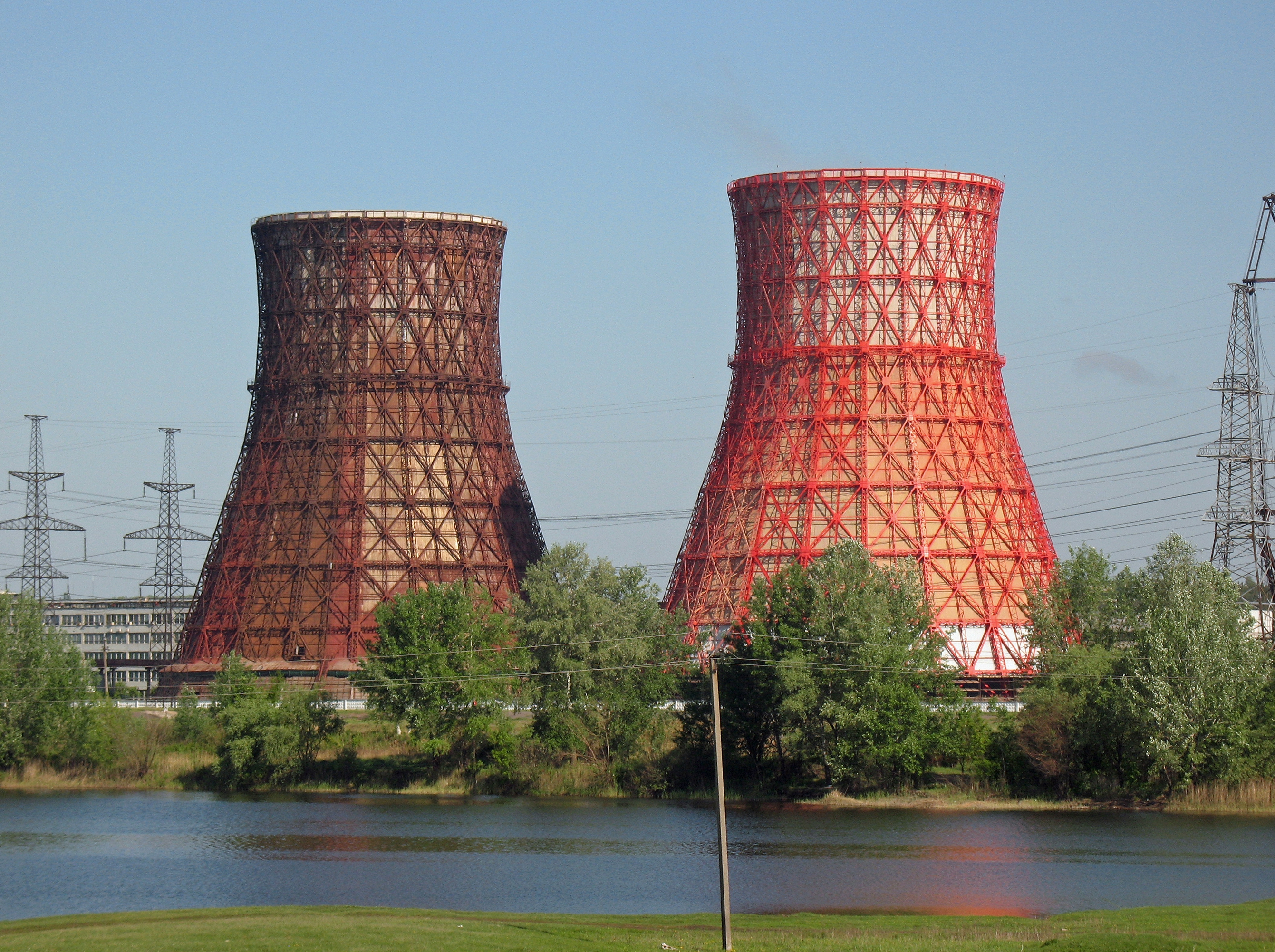
Torre de refrigeració a Khàrkiv (Ucraïna)

## Història
Les torres de refredament van ser originades al segle xix, a través del desenvolupament de condensadors per a ús de vapor de motor. Els condensadors utilitzen aigua relativament freda, per condensar el vapor que els cilindres o turbines expulsi. Això redueix la pressió que redueix el consum de vapor i, per tant, de combustible, alhora incrementant el poder i reciclant l'aigua de la caldera.
De tota manera, els condensadors requereixen un ampli suplement d'aigua refrigerant, sense la qual es tornen completament no pràctics.
El consum de laigua de refredament és estimat per reduir lenergia disponible per a la majoria de les plantes tèrmiques.
A finals del segle xx, uns quants mètodes d'evaporació, per tal de reciclar aigua refrigerant, eren utilitzats en àrees amb manca d'una font d'aigua constant; fiable en temps de demanda; o altrament adequat per satisfer les necessitats de refrigeració. En àrees amb terra disponible, els sistemes van prendre la forma d'estanys de refredament; en àrees amb terreny limitat, com a les ciutats, van prendre la forma de torres de refredament.
Aquestes torres de refredament primordials van ser posicionades als sostres dels edificis, així com en estructures independents, i comptaven amb refrigeració per aire de part de ventiladors o d'alguna altra font natural. Un llibre nord-americà d'enginyeria de 1911 descriu un disseny com Una lleugera placa metàl·lica, en efecte, una pila de xemeneia, molt més curta verticalment i molt més allargada lateralment. A la part superior hi ha un conjunt de canals de distribució, als quals s'ha de bombar l'aigua del condensador; a partir d'aquests s'escorre sobre «esteres» fetes de llistons de fusta o pantalles de filferro teixit, que omplen l'espai dins la torre.
Una torre de refredament hiperboloide va ser patentada pels enginyers holandesos Frederik van Iterson i Gerard Kuypers el 1918. Les primeres torres de refredament hiperboloides es van construir el 1918 prop de Heerlen. Els primers al Regne Unit es van construir el 1924 a la central elèctrica de Lister Drive a Liverpool, Anglaterra, per refredar l'aigua utilitzada en una central elèctrica de carbó.
Segons l'Informe del Gas Technology Institute (GTI), el refredament evaporatiu indirecte del punt de rosada del Cicle de Maisotsenko (Cicle M) és un mètode teòricament sòlid per reduir un fluid a una temperatura de punt de rosada que és més baixa que la seva temperatura de bulb humit. El cicle M utilitza l'energia psicromètrica (o l'energia potencial) disponible de la calor latent de l'aigua que s'evapora a l'aire. Si bé la seva manifestació actual és el Cicle M HMX per a aire condicionat, a través del disseny d'enginyeria, aquest cicle es podria aplicar com un dispositiu de recuperació de calor i humitat per a dispositius de combustió, torres de refredament, condensadors i altres processos que involucren corrents de gas humit.
S'estima que el consum d'aigua de refredament per part de les plantes elèctriques i de processament interior reduirà la disponibilitat d'energia per a la majoria de plantes d'energia tèrmica per 2040–2069.
El 2021, els investigadors van presentar un mètode per a la recuperació de vapor. El vapor es carrega mitjançant un feix de ions i després es captura en una malla de filferro de càrrega oposada. La puresa de l'aigua va superar els estàndards de potabilitat d'EPA.

## La torre de refrigeració emprada com a xemeneia
En algunes plantes d'energia modernes, equipades amb conductes de purificació de gas com la Planta d'Energia de Staudinger Grosskrotzenburg i la Planta d'Energia de Rostock la torre de refrigeració també es fa servir com a xemeneia. En plantes que no tinguin conductes de purificació de gas, això causa problemes amb la corrosió.

## Equilibri de material d'una torre de refrigeració humida
Quantitativament, l'equilibri de material al voltant d'un sistema de torre de refrigeració humida està controlat per les variables de funcionament estructurals, taxa de flux, evaporació i pèrdues per vent, taxa de transvasament i cicles de concentració:
| M      | = Aigua de l'estructura en m³/h                                            |
| C      | = Aigua circulant en m³/h                                                  |
| D      | = Transvasament d'aigua en m³/h                                            |
| E      | = Aigua evaporada en m³/h                                                  |
| W      | = Pèrdua d'aigua en m³/h                                                   |
| X      | = Concentració en ppmw (de sals completament solubles, normalment clorurs) |
| XM     | = Concentració de clorurs a l'aigua de l'estructura (M), en ppmw           |
| XC     | = Concentració de clorurs a l'aigua circulant (C), en ppmw                 |
| Cicles | = Cicles de concentració = XC / XM (sense dimensió)                        |
| ppmw   | = parts per milió en pes                                                   |

En el croquis anterior, l'aigua bombada des del dipòsit de la torre és l'aigua refrigerant encaminada a través de refredadors del procés i els condensadors en una instal·lació industrial. L'aigua freda absorbeix calor dels corrents calents del procés que necessiten ser refredada o condensades, i la calor absorbida escalfa l'aigua circulant (C). L'aigua escalfada torna al cim de la torre de refrigeració i cau en dolls fins – presentant gran superfície pel seu refredament amb l'aire – sobre el material de rebliment dins de la torre. A mesura que goteja, el contacte amb l'aire que puja per la torre, per tir natural o forçat per grans ventiladors. Aquest contacte provoca que una petita quantitat d'aigua sigui perduda per arrossegament del vent (W) i una altra part de l'aigua (E) per evaporació. La calor necessària per evaporar l'aigua es deriva de la mateixa aigua, que refreda l'aigua al seu retorn al dipòsit original i en on queda a disposició per tornar a circular. L'aigua evaporada deixa les sals que porta dissoltes entre el gruix de l'aigua que no ha patit l'evaporació, cosa que fa que la concentració de sals s'incrementi a l'aigua de refrigeració circulant. Per evitar que la concentració de sals a l'aigua arribi a ser massa alta, una part de l'aigua és retirada (D) pel seu vessament. Es subministra al dipòsit de la torre nou contingent d'aigua fresca (M) per compensar les pèrdues per l'aigua evaporada, el vent, i l'aigua retirada.
L'equilibri de l'aigua en tot el sistema és:
M = E + D + W
Com que l'aigua evaporada (E) no té sals, l'equilibri de clorurs del sistema és:
M (XM) = D (XC) + W (XC) = XC (D + W)
i, en conseqüència:
XC / XM = Cicles de concentració = M ÷ (D + W) = M ÷ (M – E) = 1 + [E ÷ (D + W)]
D'un equilibri de calor simplificat de la torre:
E = C • ΔT • cp ÷ HV
| on: |                                                                                   |
| HV  | = calor latent de vaporització de l'aigua = al voltant de 2260 kJ / kg            |
| ΔT  | = diferència de temperatures de l'aigua del cim de la torre a la seva base, en °C |
| cp  | = calor específica de l'aigua = al voltant de 4.184 kJ / kg / °C                  |

Les pèrdues per vent (W), en absència de dades del fabricant, poden estimar-se que són:
W = 0,3 a 1,0% de C per torres de refrigeració de tir natural.
W = 0,1 a 0,3% de C per torres de refrigeració de tir induït.
W = al voltant de 0,01% de C si la torre de refrigeració té eliminadors de l'efecte del vent.
Els cicles de concentració a les torres de refrigeració en una refineria de petroli normalment es troben entre el 3 i el 7. En algunes grans plantes d'energia. Els cicles de concentració de les torres de refrigeració poden ser molt més alts.

## Mètodes de transferència de calor
Pel que fa al mecanisme de transferència de calor emprat, els principals tipus són:
- Les torres de refredament humit o torres de refredament per evaporació funcionen segons el principi de refredament per evaporació. El refrigerant de treball (generalment aigua) és el fluid evaporat i està exposat als elements.
- Les torres de refredament de circuit tancat (també anomenats refredadors de fluids) passen el refrigerant de treball a través d'un gran intercanviador de calor, generalment un radiador, sobre el qual es distribueix aigua neta ruixada i aplicada un tir induït per ventilador. El rendiment de transferència de calor resultant és similar al d'una torre de refrigeració humida, amb l'avantatge de protegir el fluid de treball de l'exposició i la contaminació ambientals.
- Les torres de refredament adiabàtiques ruixen aigua a l'aire entrant o en un coixinet de cartró per refredar l'aire abans que passi per un intercanviador de calor refredat per aire. Les torres de refredament adiabàtiques usen menys aigua que altres torres de refredament, però no refreden el fluid tan a prop de la temperatura de bulb humit. La majoria de les torres de refredament adiabàtiques també són torres de refredament híbrides.
- Les torres de refredament seques (o refrigeradors secs) són torres de refredament de circuit tancat que funcionen mitjançant transferència de calor a través d'un intercanviador de calor que separa el refrigerant de treball de l'aire ambiental, com en un radiador, utilitzant la transferència de calor per convecció. No fan servir l'evaporació.
- Torres de refredament híbrides són torres de refredament de circuit tancat que poden canviar entre operació humida o adiabàtica i seca. Això ajuda a equilibrar els estalvis d'aigua i energia en una varietat de condicions climàtiques. Algunes torres de refredament híbrides poden canviar entre els modes sec, humit i adiabàtic.

En una torre de refrigeració humida (o torre de refrigeració de circuit obert), l'aigua calenta es pot refredar a una temperatura "més baixa" que la temperatura de bulb sec de l'aire ambient, si l'aire està relativament sec (vegeu punt de rosada i psicrometria). A mesura que l'aire ambiental passa per un flux d'aigua, s'evapora una petita porció de l'aigua i l'energia requerida per evaporar aquesta porció de l'aigua es pren de la massa d'aigua restant, reduint així la seva temperatura. Aproximadament 2300 quilojules per quilogram d'energia tèrmica és absorbida per l'aigua evaporada. L'evaporació dona com a resultat condicions d'aire saturat, la qual cosa redueix la temperatura de l'aigua processada per la torre a un valor proper a la temperatura de bulb humit, que és més baixa que la temperatura de bulb sec ambiental, la diferència determinada per la humitat inicial de l'aire ambient.
Per aconseguir un millor rendiment (més refredament), s'utilitza un mitjà anomenat "farcit" per augmentar l'àrea de superfície i el temps de contacte entre els fluxos d'aire i aigua. El "farciment per esquitxada" consisteix en material col·locat per interrompre el flux d'aigua i provocar esquitxades. El "farcit de pel·lícula" es compon de làmines primes de material (generalment PVC) sobre les quals flueix l'aigua. Tots dos mètodes creen una major superfície i temps de contacte entre el fluid (aigua) i el gas (aire), per millorar la transferència de calor.

## Legionel·la
Les torres de refrigeració, donada la generació d'aerosols i l'acumulació d'aigua son instal·lacions de risc per a la propagació de la legionel·la, i per evitar-ho cal tractar de manera continuada l'aigua per ajustar els valors de conductivitat, temperatura, turbidesa i clor llibre per la seva acció bactericida.